# Специализированные учреждения ООН
Специализированные учреждения ООН — самостоятельные международные организации, связанные с Организацией Объединённых Наций специальным соглашением о сотрудничестве. Специализированные учреждения создаются на основе межправительственных соглашений и координируют действия через Экономический и Социальный Совет ООН.
| Наименование                                                                              | Год начала работы с ООН | Местонахождение | Сайт. |
| ----------------------------------------------------------------------------------------- | ----------------------- | --------------- | ----- |
| Всемирная метеорологическая организация (ВМО, WMO)                                        | 1950                    | Женева          |       |
| Всемирная организация здравоохранения (ВОЗ, WHO)                                          | 1948                    | Женева          |       |
| Всемирная организация интеллектуальной собственности (ВОИС, WIPO)                         | 1967                    | Женева          |       |
| Всемирная туристская организация (ЮНВТО, WTO)                                             | 1974                    | Мадрид          |       |
| Всемирный почтовый союз (ВПС, UPU)                                                        | 1947                    | Берн            |       |
| Международная ассоциация развития (МАР, IDA)                                              | 1960                    | Вашингтон       |       |
| Международная морская организация (ИМО, IMO)                                              | 1959                    | Лондон          |       |
| Международная организация гражданской авиации (ИКАО, ICAO)                                | 1944                    | Монреаль        |       |
| Международная организация труда (МОТ, ILO)                                                | 1946                    | Женева          |       |
| Международная финансовая корпорация (МФК, IFC)                                            | 1956                    | Вашингтон       |       |
| Международный банк реконструкции и развития (МБРР, IBRD)                                  | 1944                    | Вашингтон       |       |
| Международный валютный фонд (МВФ, IMF)                                                    | 1944                    | Вашингтон       |       |
| Международный союз электросвязи (МСЭ, ITU)                                                | 1947                    | Женева          |       |
| Международный фонд сельскохозяйственного развития (ИФАД, IFAD)                            | 1977                    | Рим             |       |
| Организация Объединённых Наций по вопросам образования, науки и культуры (ЮНЕСКО, UNESCO) | 1946                    | Париж           |       |
| Организация Объединённых Наций по промышленному развитию (ЮНИДО, UNIDO)                   | 1966                    | Вена            |       |
| Продовольственная и сельскохозяйственная организация ООН (ФАО, FAO)                       | 1945                    | Рим             |       |